# جيم هبيز
جيم هبيز (بالإنجليزية: Jim Hibbs)‏ هو لاعب كرة قاعدة أمريكي، ولد في 10 سبتمبر 1944 في كلاماث فالز في الولايات المتحدة.

## وصلات خارجية
- جيم هبيز على موقعبيزبول رفرنس.كوم (الدوري الرئيسي) (الإنجليزية)
- جيم هبيز على موقعبيزبول رفرنس.كوم (الدوري الثانوي) (الإنجليزية)
- جيم هبيز على موقع أوليمبيديا (الإنجليزية)